# Ben Fletcher
Benjamin Harrison Fletcher (1890 - 1949) fue un importante dirigente obrero de raza negra de los inicios del siglo XX, e influyente dirigente afroamericano de la Industrial Workers of the World (IWW). Su nombre era conocido a nivel nacional. Fue uno de los dirigentes de Local 8, el mayor y más fuerte sindicato interracial de la época de la Primera Guerra Mundial.

## Biografía
Fletcher nació en Filadelfia en abril de 1890. Se afilió a la IWW en 1913 y al Partido Socialista de Estados Unidos. Se desempeñó en los muelles del puerto, destacándose como organizador, y adquiriendo liderazgo sobre los trabajadores negros y blancos. En mayo de 1913 miles de portuarios lucharon por mejores salarios y el reconocimiento de la IWW. Luego de la huelga, Fletcher lideró a Local 8. Esta organización, así como el propio Fletcher, ayudaron a sostener un principio de las organizaciones clasistas: las diferencias raciales eran utilizadas para dividir a los trabajadores, que tenían en común una identidad mayor, la clase social a la que pertenecían. Local 8 fue pionera como organización sindical interracial en que negros y blancos estaban en pie de igualdad.
En 1916 todos los muelles de Filadelfia estaban controlados por la IWW, y en 1917 los trabajadores portuarios triunfaron en su demanda de obtener 65 centavos la hora de trabajo, contra el ofrecimiento patronal de 25 centavos. Pero la entrada en la guerra de los Estados Unidos puso en conflicto a la IWW, que sostenía como principio que las guerras solo beneficiaban a los empleadores, al gobierno, la prensa y la industria norteamericana. Los locales de la IWW fueron allanados y Fletcher terminó preso en Leavenworth acusado de traición al país, junto a cientos de sus compañeros. Se lo condenó a 10 años y 30 000 dólares de fianza. Su sentencia y la de sus compañeros de organización fue conmutada luego de tres años, en 1922.
Si bien siguió colaborando con la IWW luego de su liberación, ya no tuvo un rol activo como en el pasado, manteniéndose con un perfil bajo. Aún siguió dando algunos discursos y activando en diversos lugares hasta los años 1930. Su salud se vio muy afectado por los años del duro trabajo en los muelles. Se mudó a Bedford-Stuyvesant en Brooklyn, donde falleció en 1949.